# Derecho del consumo

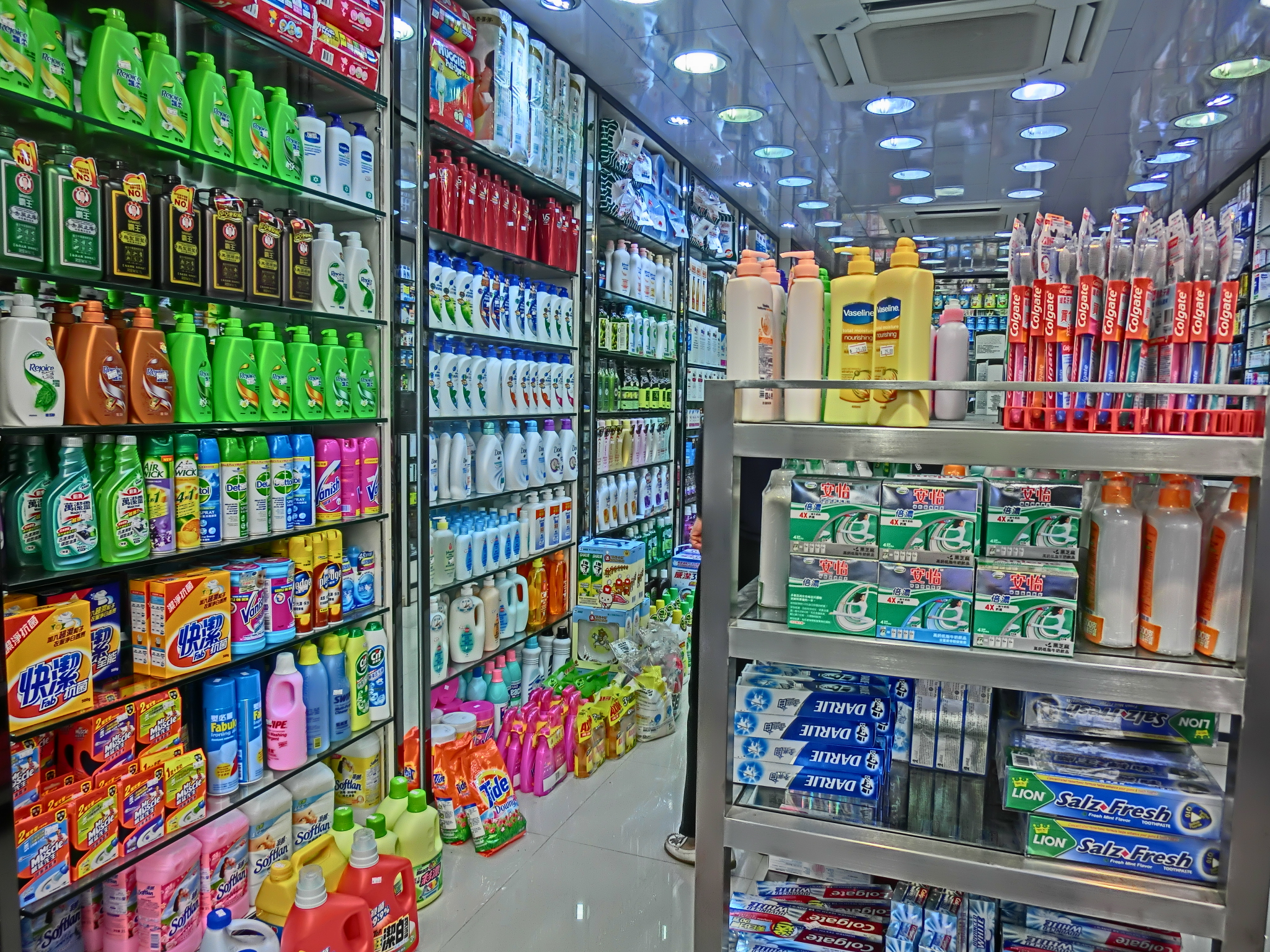
Almacén de productos en un local comercial de Hong Kong.

Derecho del consumo es la denominación que se da al conjunto de normas emanadas de los poderes públicos destinadas a la protección del consumidor o usuario, otorgándole y regulando ciertos derechos y obligaciones en las relaciones de consumo que nacen en la cadena de comercialización de bienes y servicios entre productores, proveedores y expendedores.

## Áreas
El derecho del consumo y varios aspectos fundamentales de las relaciones entre los productores y los consumidores:
- Los contratos por adhesión: prohíbe las cláusulas abusivas que desequilibren la relación entre el contractual en favor del proveedor de bienes y servicios y trata de asegurar que el consumidor conozca por anticipado todas las condiciones generales de la contratación que el empresario pretende utilizar.
- Calidad de los bienes y servicios ofrecidos: requisitos mínimos.
- Regulación de la publicidad y de las ofertas dirigidas al público.
- Establece procedimientos especiales para que los consumidores, las asociaciones y organismos públicos creados puedan defenderse y prohibir ciertas prácticas abusivas.
- Enumera un elenco de infracciones por parte de los empresarios y las correspondientes sanciones que pueden imponer las autoridades competentes en materia de consumo.

### Calidad y seguridad en los alimentos
Uno de los aspectos más importante del derecho de consumo es la regulación de las prácticas alimentarias. Así las cosas, cabe diferenciar entre las normas de seguridad alimentaria y políticas de calidad alimentaria. La seguridad es obligatoria y garantiza la inocuidad de los alimentos, y la calidad es voluntaria y garantiza determinadas características del producto desde el punto de vista de su percepción en el consumidor.
En inglés, food safety se refiere a la inocuidad de los alimentos y a la garantía de su salubridad para el consumidor. Por otra parte, la expresión food security hace referencia a la disponibilidad suficiente de alimentos y el acceso a ellos.
En castellano tanto el término inglés safety como security se traducen como seguridad. Así, la expresión inglesa food safety corresponde a lo que en castellano se denomina inocuidad alimentaria o higiene de los alimentos, mientras que la seguridad alimentaria abarca la conceptualización relativa a la disponibilidad alimentaria.
El aumento de producción ha ido unido con un esfuerzo progresivo en la vigilancia de la higiene y de las leyes alimentarias de los países intentando regular y unificar los procesos y los productos.
La mejora de los alimentos para el consumidor involucra normas internacionales, nacionales y locales, así como controles de calidad que se apoyan en la ciencia de la alimentación o bromatología, la tecnología alimentaria y la nutriología.

## La protección del consumidor
Cada país tiene estatutos, leyes y reglamentos en su ordenamiento jurídico en función de acontecimientos históricos de impacto social. Desde siempre, esas regulaciones han girado en torno al fraude y la adulteración de productos, el perjuicio para la salud humana y la manipulación del mercado a través de restricciones en la comercialización de determinados bienes y servicios que implican perjuicios económicos para compradores o competidores.
La identificación de pautas de comportamiento en los hábitos consumidores que iban más allá de determinadas acciones publicitarias y la expansión de las operaciones de empresas internacionales en la década de 1950, posibilitó el surgimiento de un nuevo campo de estudio multidisciplinario: el comportamiento del consumidor. Al desarrollarse prácticas de manipulación en el mercado a escala internacional, cuya lógica consecuencia es alterar los hábitos de consumo de ciudadanos e incluso generar conflictos dentro de los países o entre estados, se identifica una nueva problemática en el escenario mundial: la necesidad de crear instrumentos para la protección jurídica del consumidor.
El 16 de abril de 1985, en el seno de la Asamblea General de las Naciones Unidas se aprobaron las "Directrices para la protección del consumidor" (Resolución 39/248). Las directrices se ocupan de ciertos aspectos prioritarios en las relaciones de consumo: a) seguridad física; b) promoción y protección de los intereses económicos de los consumidores; c) normas para la seguridad y calidad de los servicios y bienes de consumo; d) sistemas de distribución de servicios y bienes de consumo esenciales; e) medidas que permiten a los consumidores obtener compensación; f) programas de educación e información y g) medidas relativas a esferas concretas, tratando en forma diferenciada alimentos, agua y productos farmacéuticos, sin perjuicio de hacerse cargo, asimismo, de "otras esferas, como los plaguicidas y las sustancias químicas" (Directrices, 43).
El 9 de diciembre de 1999, el Consejo de la Organización para la Cooperación y el Desarrollo Económicos (OCDE) adoptó el primer instrumento internacional para la protección del consumidor en el contexto del comercio electrónico (“la Recomendación de 1999” o "líneas directrices de 1999"), revisadas y ampliadas en 2016.
El 22 de diciembre de 2015, en la Octogésima primera sesión plenaria de la Asamblea General de la ONU, se aprobó la Resolución N° 70/186 con las revisiones de las directrices de las Naciones Unidas para la protección del consumidor: incorpora y enumera una serie de "Principios para unas buenas prácticas comerciales", amplía y actualiza las directrices de 1985 incorporando mecanismos para la solución de controversias y compensación, la promoción del consumo sostenible, adopción de las Directrices para la Protección de los Consumidores en el Contexto del Comercio Electrónico de la OCDE y mecanismos de tutela para el consumidor de servicios financieros. En cuanto a las medidas relativas a esferas concretas, agrega energía, servicios públicos y turismo.

### Alimentos
Teniendo en cuenta "la necesidad de seguridad alimentaria de todos los consumidores", en 1963 se creó -durante la Conferencia Mundial de la Salud organizada conjuntamente por la Organización de las Naciones Unidas para la Agricultura y la Alimentación y por la Organización Mundial de la Salud- la Comisión del Codex Alimentarius (CCA); desarrollándose, a partir de entonces, un programa conjunto de ambas organizaciones, sobre normas alimentarias. El Codex Alimentarius constituye un cuerpo normativo uniforme, adoptado internacionalmente, cuyas disposiciones tienden a "proteger la salud del consumidor y facilitar el comercio internacional de alimentos".

### Agua
Se debaten dos ejes: acceso irrestricto y calidad. Entre los antecedentes internacionales de las directrices de 1985 cabe destacar la Conferencia de las Naciones Unidas sobre el Agua (1977) y la Proclamación del Decenio Internacional del Agua Potable y el Saneamiento en noviembre de 1980 por la Asamblea General de la Organización de las Naciones Unidas. A partir de allí, se suman la Conferencia Internacional sobre el Agua y el Medio Ambiente (1992) y la Cumbre de la Tierra (1992).

### Productos farmacéuticos
En las directrices de 1985 se insta a los Estados a "garantizar la calidad y el uso adecuado de los productos farmacéuticos mediante políticas nacionales integradas", respecto de, "entre otras cosas, la adquisición, la distribución, la producción, los mecanismos de concesión de licencias, los sistemas de registro y la disponibilidad de información fidedigna sobre los productos farmacéuticos", y con especial referencia a "la labor y las recomendaciones de la Organización Mundial de la Salud".

## Regulación por país

### Argentina
En Argentina, la ley 24240 Archivado el 24 de septiembre de 2020 en Wayback Machine. de 1993 regula los derechos de los consumidores y usuarios. Algunas provincias, como Buenos Aires, San Juan y Mendoza, tienen sus propias leyes de defensa del consumidor.
El artículo 42 de la Constitución Nacional reformada en 1994 garantiza a los consumidores y usuarios estos derechos:

Artículo 42- Los consumidores y usuarios de bienes y servicios tienen derecho, en la relación de consumo, a la protección de su salud, seguridad e intereses económicos; a una información adecuada y veraz; a la libertad de elección, y a condiciones de trato equitativo y digno.
Las autoridades proveerán a la protección de esos derechos, a la educación para el consumo, a la defensa de la competencia contra toda forma de distorsión de los mercados, al control de los monopolios naturales y legales, al de la calidad y eficiencia de los servicios públicos, y a la constitución de asociaciones de consumidores y de usuarios.
La legislación establecerá procedimientos eficaces para la prevención y solución de conflictos, y los marcos regulatorios de los servicios públicos de competencia nacional, previendo la necesaria participación de las asociaciones de consumidores y usuarios y de las provincias interesadas, en los organismos de control.

El nuevo Código Civil y Comercial de la Nación, vigente desde agosto de 2015, regula los contratos de consumo en su Libro Tercero, Título III, artículos 1092 a 1122.
La Ley 26.993 creó un sistema de resolución de conflictos en las relaciones de consumo.  El sistema incluye el COPREC  (servicio de Conciliación Previa en las Relaciones de Consumo), la Auditoría en las Relaciones de Consumo y la Justicia Nacional en las Relaciones de Consumo.

### Chile
En Chile, la principal y pionera norma sobre defensa de los derechos del consumidor es la Ley n.º 19.496 del año 1997, y establece el marco jurídico que regula las relaciones entre consumidores y proveedores. establece atribuciones y funciones de ciertos organismos, como lo es el Servicio Nacional del Consumidor. Regula asimismo el derecho de retracto por parte del consumidor, lo que representa una innovación dentro del Derecho del Consumo en Chile (Ley n.º 19.955), al introducir regulación de contratación electrónica, entre otros casos. Dentro del articulado se encuentra regulado de la misma manera el derecho de garantía legal y convencional, contratos a distancia, infracciones a la ley en comento y sus respectivas multas, publicidad engañosa, y procedimientos individuales y colectivos de indemnización de perjuicios ante Juzgados de Policía Local y Juzgados de Letras respectivamente.
Se instituyó también un órgano público, el Servicio Nacional del Consumidor (SERNAC), encargado de vigilar el cumplimiento de la normativa y de recibir las denuncias por las infracciones pertinentes, recurrir ante la justicia y demás que la ley le encomiende. El SERNAC actualmente no cuenta con las atribuciones para imponer sanciones o multas directamente a los proveedores, debido a que esa es materia exclusiva de los tribunales de justicia establecidos por la ley.

### Colombia
En Colombia, gracias a la implementación de la nueva Ley 1480 de 2011, denominada Estatuto del Consumidor, que entró a regir el 12 de abril de 2012, se creó una nueva acción jurídica mediante la cual los consumidores pueden demandar a empresas privadas por violar normas referentes al cobro de intereses, el cumplimiento de ofertas comerciales, la calidad de los productos ofertados y la veracidad de la información proveída por las respectivas entidades públicas o privadas.
Los Derechos creados o reafirmados por esta ley son: el derecho a recibir productos de calidad,  derecho a la seguridad e indemnidad, derecho a recibir información, derecho a recibir protección contra la publicidad engañosa, derecho a la reclamación, derecho a la protección contractual, derecho de elección... entre otros.
La nueva acción del consumidor puede interponerse ante la Superintendencia de Industria y Comercio o ante un juez civil municipal y sigue el procedimiento verbal sumario, con excepción de las reclamaciones sobre productos defectuosos y acciones de grupo. Es importante tener en cuenta que la Superintendencia ha creado una plataforma de ODR para que los procedimientos puedan realizarse a través de internet sin tener que desplazarse de forma física a los tribunales. Esto ha permitido que más consumidores puedan tener acceso a la administración de justicia.

### Ecuador
La Ley orgánica de defensa del consumidor, esta ley norma las relaciones entre los proveedores y consumidores promoviendo así el conocimiento y protegiendo los derechos de los consumidores y procurando la equidad y la seguridad jurídica en dichas relaciones entre las partes. (art.1) (Cap. I).

### España
En España, la legislación de consumidores y usuarios se basa en el artículo 51 de la Constitución española, según el cual los poderes públicos garantizarán la defensa de los consumidores y usuarios, protegiendo, mediante procedimientos eficaces, la seguridad, la salud y los legítimos intereses económicos de esos consumidores o usuarios. Asimismo establece que promoverán su información y educación, fomentarán sus organizaciones y las oirán en las cuestiones que puedan afectarles. No obstante, dada la organización territorial de España la competencia sobre consumidores y usuarios está atribuida de forma exclusiva a las Comunidades Autónomas de manera que en cada una de las Comunidades autónomas hay una legislación particular en este aspecto que se aplica por el principio de competencia.
La norma principal que regula el derecho del consumidor en este país es el Real Decreto Legislativo 1/2007, que está compuesta de cuatro Libros (I. Disposiciones Generales, II. Contratos y garantías, III. Responsabilidad civil por bienes o servicios defectuosos y IV. Viajes combinados). Además existen otras muchas normas en España que se ocupan de la protección a los consumidores como la Ley de Crédito al Consumo: es la Ley 16/2011, de 24 de junio de ese año. Esta ley define el crédito al consumo como un contrato en que un prestamista concede o se compromete a conceder a un consumidor un crédito bajo la forma de pago aplazado, préstamo, apertura de crédito o cualquier medio equivalente de financiación (art. 1). Esta ley regula los préstamos superiores a 200 euros que no sean hipotecarios , para vivienda u otros inmuebles, que deban producir intereses (art. 3). Establece, entre otras materias, el deber del prestamista de informar completamente y por escrito las condiciones del préstamo (arts. 8 a 14), las cláusulas básicas del contrato (art. 16) y los extractos de cuenta (art. 19).

### Estados Unidos de América
La problemática de los derechos del consumidor ha evolucionado desde las cuestiones relacionadas con la seguridad e inocuidad de los bienes de consumo hasta la medidas de promoción y protección de los intereses económicos del consumidor.
En 1905 una investigación periodística convertida en novela, The Jungle de Upton Sinclair, desató el enojo de la opinión pública estadounidense por los abusos en la industria del envasado de alimentos. Si bien el relato dramatizado de Sinclair tenía la intención de llamar la atención sobre las terribles condiciones de trabajo en Chicago, el público estaba más horrorizado ante la perspectiva de la mala carne. Las afirmaciones del libro se confirmaron en el informe Neill-Reynolds, encargado por el presidente presidente Theodore Roosevelt en 1906. Este respondió a la ira pública presionando al Congreso para que aprobara la Ley de Inspección de Carne (Federal Meat Inspection Act, FMIA) y la Ley de Alimentos y Medicamentos Puros (Pure Food and Drug Act).
La Ley de Inspección de la Carne de 1906 autorizó al Departamento de Agricultura a inspeccionar y quitar de la circulación comercial cualquier producto cárnico que no fuera apto para el consumo humano. A diferencia de las leyes anteriores que ordenaban inspecciones de la carne, que se hicieron cumplir para asegurar que las naciones europeas no prohibieran el comercio de carne de cerdo, esta ley estaba fuertemente motivada para proteger la dieta estadounidense. Todas las etiquetas de cualquier tipo de alimento tenían que ser precisas (aunque no se proporcionaron todos los ingredientes en la etiqueta). A pesar de que se prohibieron todos los alimentos nocivos, todavía se proporcionaron muchas advertencias en el recipiente.
La Ley de Alimentos y Medicamentos Puros, promulgada el mismo día que la “Ley de inspección de la carne”, prohibió la fabricación, venta y envío de alimentos y medicamentos impuros o con etiquetas falsas, castigándose severamente la adulteración. También se exige el "etiquetado" en los productos para elevar los estándares en las industrias de alimentos y medicinas y se establecen una lista de 10 ingredientes que fueron considerados "peligrosos" en la etiqueta del producto si estaban presentes como son: Alcohol, morfina, opio y marihuana.
En esta ley se crean y asignan funciones a la Oficina de Química (Bureau of Chemistry) en el Departamento de agricultura de Estados Unidos. En 1927, la "Oficina de Química" es reorganizada en dos entidades: las funciones regulatorias se investen en la "Food, Drug and Insecticide Administration" (Administración de Alimentos, Medicamentos e Insecticidas) y las no regulatorias en la "Bureau of Chemistry and Soils" (Oficina de Química y Desechos). En 1930, el nombre "Food, Drug and Insecticide Administration" es recortado a "Food and Drug Administration" (FDA) (Administración de Medicamentos y Alimentos) bajo la Agricultural Appropriations Act.
Sin embargo, la Ley de Alimentos y Medicamentos Puros se volvió inadecuada por sus lagunas legislativas. En 1938, más de 100 personas mueren después de haber consumido un elíxir sulfanilamida con sabor a frambuesa, el cual había sido introducido al mercado por la S.E. Massengill Company sin las pruebas correspondientes. Alrededor del 70% del elixir era dietilenglicol, producto altamente tóxico. Como consecuencia del escándalo y protesta públicos se promulgó la Ley Federal de Alimentos, Medicamentos y Cosméticos (Federal Food, Drug, and Cosmetic Act) de 1938, la cual daba poder a la FDA de examinar todos los nuevos medicamentos antes de ser introducidos en el mercado interestatal.
La inspección de aves de corral del USDA fue agregada por la Ley de Inspección de Productos Avícolas (Poultry Products Inspection Act, PPIA) de 1957. La Ley Federal de Alimentos, Medicamentos y Cosméticos autoriza a la FDA para proporcionar servicios de inspección para todas las especies de ganado y aves de corral que no figuran en la FMIA o PPIA, incluidos el venado y el búfalo. La Ley de Comercialización Agrícola autoriza al Departamento de Agricultura a ofrecer servicios de inspección voluntarios de pago por servicio para estas mismas especies.
El fenómeno de la venta a crédito se expande desde la década de 1920 y en 1950 nace la tarjeta de crédito moderna con la fundación de Diners Club, la primera herramienta que se podía utilizar para realizar compras en varios minoristas.
Desde la década de 1960 empieza el debate sobre el fenómeno llamado "consumidor sobreendeudado". Primero, con una propuesta del senador por Illinois Paul H. Douglas concerniente a establecer la obligación del vendedor de informar al consumidor el costo financiero total de los bienes vendidos a crédito. Y luego, con el libro de Hillel Black "Buy now, pay later" (1961). La tesis de Black presenta una paradoja: mientras que el uso generalizado del crédito indudablemente ha elevado el nivel de vida, al mismo tiempo, el consumidor que compra a crédito es a menudo engañado, a veces escandalosamente estafado; y, por supuesto, la aceptación general de la compra a crédito ilimitada tiene profundas implicaciones éticas.
El tema de mayor debate desde la década de 1990 es la posibilidad del consumidor de declararse en quiebra. Con una postura que consideraba un abuso del derecho esa situación, en 2005 el Congreso sancionó la Ley de protección al consumidor y prevención del abuso de quiebras (Bankruptcy Abuse Prevention and Consumer Protection Act, BAPCPA) que restringió la capacidad de los consumidores de declararse en quiebra.
En respuesta a la "Crisis de las hipotecas subprime" y la posterior gran recesión que se desató, en julio de 2010 se sancionó la Ley Dodd-Frank de reforma de Wall Street y protección del consumidor (Dodd–Frank Wall Street Reform and Consumer Protection Act) que buscaba proteger a los consumidores de las prácticas abusivas en créditos, préstamos e hipotecas.
La Ley Dodd-Frank autorizó la creación de la Oficina de Protección Financiera del Consumidor (Bureau of Consumer Financial Protection, BCFP) como agencia del gobierno federal responsable de la protección del consumidor en el sector financiero.

### Guatemala
La Ley de Protección al Consumidor y Usuario, promulgada en 2003, establece el deber general del Estado de "promover, divulgar y defender los derechos de los consumidores y usuarios, establecer las infracciones, sanciones y los procedimientos aplicables" a las relaciones comerciales entre proveedores y consumidores (art. 1). Establece el derecho de los consumidores y usuarios de crear organizaciones para la defensa de sus derechos (Cap. I Sección II) y los deberes y derechos para el proveedor de bienes y servicios (Cap. I Sección III). Asimismo, establece reglas especiales en cuanto a la publicidad de los productos, la exhibición de precios, contratos de adhesión, derecho de retracto, entre otros.
Se instituye, para el cumplimiento de esta ley, una Dirección de Atención y Asistencia al Consumidor, con atribuciones para informar a la ciudadanía sobre sus derechos y deberes en la materia, vigilar la actividad de los proveedores e imponer las sanciones que la ley establece.

### México
De conformidad con el Artículo 28 de la Constitución Política de los Estados Unidos Mexicanos, la ley protege a los consumidores y propicia su organización para el mejor cuidado de sus intereses. En 1976, se promulgó la Ley Federal de Protección al Consumidor  y surgió la Procuraduría Federal del Consumidor (Profeco), cuyo objetivo es promover y proteger los derechos y cultura del consumidor y procurar la equidad, certeza y seguridad jurídica en las relaciones entre proveedores y consumidores.

### Panamá
En Panamá rige la Ley N.º 45 de 2007, para la Protección del Consumidor. La autoridad competente es la Autoridad de Protección al Consumidor y Defensa de la Competencia (ACODECO). La más antigua ONG de protección al consumidor es la Unión Nacional de Consumidores y Usuarios de la República de Panamá (UNCUREPA / www.uncurepa.org), establecida en 1993.
ACODECO

### Paraguay
La ley más importante de protección al consumidor es la 1.334 del año 1998, de "Defensa del Consumidor y Usuario". Recientemente, se ha creado la Sedeco o Secretaria de Defensa del Consumidor y el Usuario, con rango ministerial y dependiente del Poder Ejecutivo.

### Perú
Su primer estatuto sobre protección del consumidor estuvo asentado en el Decreto legislativo 716 de fecha 7 de noviembre de 1991, bajo la autoridad de la Comisión de Protección al Consumidor. Posteriormente, se crea el Instituto Nacional de Defensa de la Competencia y de la Protección de la Propiedad Intelectual (INDECOPI), organismo público al que se le otorgaron facultades para atender quejas y reclamos de consumidores.
Uno de los aspectos más importantes en la normativa peruana es la noción de consumidor. Los precedentes administrativos del Indecopi basada en la normativa de 1991 (modificada en junio de 2008, a través del Decreto Legislativo N° 1045), señalaba que se protegía solamente a aquellos consumidores que se comportaran como consumidores razonables; vale decir,  el consumidor que sin ser experto, se comporta con la "diligencia ordinaria de acuerdo las circunstancias".
El 2 de septiembre del 2010, fue promulgada la Ley se sancionó el Código de Protección y Defensa del Consumidor en sustitución del Decreto legislativo 716. La noción de consumidor ya no incluye referencias a la "diligencia ordinaria" como requisito para la tutela jurídica. En cuanto a los procedimientos para la reclamación, existen dos tipos de procedimiento, el Sumarísimo y el Ordinario.
El procedimiento Sumarísimo se inicia ante el Órgano Resolutivo de Procedimientos Sumarísimos de Protección al Consumidor. Se sigue este procedimiento por denuncias de hasta 3 Unidades Impositivas Tributarias (UIT) y en temas que son de difícil valoración, entre los que se encuentran: requerimientos de información; métodos abusivos de cobranza; demora en la entrega de un producto; incumplimiento de medidas correctivas; incumplimiento de acuerdos conciliatorios; y, liquidación e incumplimiento de costas y costos. La apelación se interpone ante la Comisión de Protección al Consumidor. También existe dentro de este procedimiento el Recurso de Revisión (que es de puro derecho) ante la Sala 2 del Tribunal del Indecopi.
Por su parte, el procedimiento Ordinario se realiza ante la Comisión de Protección al Consumidor por denuncias superiores a 3UIT, mientras que la apelación se realiza ante la Sala 2 del Tribunal del INDECOPI.
Es importante destacar que la publicidad se sujeta a las normas de represión de competencia desleal (Decreto Legislativo N° 1044) y el órgano competente para sancionar infracciones a la publicidad es la Comisión de Fiscalización de Competencia Desleal del Indecopi. El Código de Protección y Defensa del Consumidor reconoce este hecho, por lo tanto, ante una publicidad engañosa, es competente la Comisión de Fiscalización de Competencia Desleal por infringirse el mercado como bien jurídico. Si esta misma publicidad engañosa afecta intereses de consumidores, es competente para analizar el caso la Comisión de Protección al Consumidor en lo referido al perjuicio que es consumidor sufrió.
Aquí unos ejemplos de leyes que respaldan al consumidor:
a. Derecho a una protección eficaz respecto de los productos y servicios que, en condiciones
normales o previsibles, representen riesgo o peligro para la vida, salud e integridad física.
b. Derecho a acceder a información oportuna, suficiente, veraz y fácilmente accesible,
relevante para tomar una decisión o realizar una elección de consumo que se ajuste a sus
intereses, así como para efectuar un uso o consumo adecuado de los productos o servicios.
c. Derecho a la protección de sus intereses económicos y en particular contra las cláusulas
abusivas, métodos comerciales coercitivos, cualquier otra práctica análoga e información
interesadamente equívoca sobre los productos o servicios